# Lebreil
Lebreil korábbi község Franciaországban, Lot megyében. Lakosainak száma 160 fő (2018. január 1.). Lebreil Bouloc-en-Quercy, Sainte-Juliette, Montcuq-en-Quercy-Blanc, Montlauzun, Sainte-Croix, Valprionde és Montcuq községekkel határos.
2016. január 1-jén négy másik korábbi községgel egyesült és az így létrejött Montcuq-en-Quercy-Blanc új község része lett.

## Népesség
A település népességének változása:
| Lakosok száma | 182  | 179  | 151  | 124  | 131  | 150  | 164  | 178  | 174  | 160  |
|               | 1962 | 1968 | 1982 | 1990 | 1999 | 2008 | 2011 | 2013 | 2017 | 2018 |